# Mistrovství Evropy v krasobruslení 2008
Mistrovství Evropy v krasobruslení 2008 hostil chorvatský Záhřeb ve dnech 22. ledna až 27. ledna.

## Výsledky

### Sportovní dvojice
- SP – krátký program
- FS – Volné jízdy

| *  | Sportovec                                 | Stát           | Body celkem | SP | FS |
| -- | ----------------------------------------- | -------------- | ----------- | -- | -- |
| 1  | Aljona Savčenková /Robin Szolkowy         | Německo        | 202.39      | 1  | 1  |
| 2  | Maria Mukhortova / Maxim Trankov          | Rusko          | 169.41      | 2  | 2  |
| 3  | Juko Kavagutiová / Alexandr Smirnov       | Rusko          | 167.25      | 4  | 3  |
| 4  | Taťjana Volosožarová / Stanislav Morozov  | Ukrajina       | 163.43      | 3  | 4  |
| 5  | Arina Ushakova / Sergei Karev             | Rusko          | 130.34      | 5  | 6  |
| 6  | Stacey Kemp / David King                  | Velká Británie | 129.13      | 7  | 5  |
| 7  | Mari Vartmann / Florian Just              | Německo        | 119.86      | 6  | 8  |
| 8  | Melodie Chataigner / Medhi Bouzzine       | Francie        | 116.48      | 8  | 7  |
| 9  | Dominika Piatkowska / Dmitri Khromin      | Polsko         | 112.96      | 9  | 10 |
| 10 | Marika Zanforlin / Federico Degli Esposti | Itálie         | 112.11      | 10 | 9  |
| 11 | Ondřej Hotárek / Ondřej Hotárek           | Itálie         | 109.88      | 11 | 11 |
| 12 | Ekaterina Sosinova / Fedor Sokolov        | Izrael         | 104.40      | 12 | 13 |
| 13 | Ekaterina Kostenko / Roman Talan          | Ukrajina       | 103.06      | 13 | 12 |
| 14 | Amy Ireland / Michael Bahoric             | Chorvatsko     | 78.44       | 14 | 15 |
| 15 | Ariel Fay Gagnon / Chad Tsagris           | Řecko          | 72.07       | 15 | 14 |

### Muži
| *            | Sportovec            | Stát           | Body Celkem | SP | FS |
| ------------ | -------------------- | -------------- | ----------- | -- | -- |
| 1            | Tomáš Verner         | Česko          | 232.67      | 1  | 1  |
| 2            | Stéphane Lambiel     | Švýcarsko      | 225.24      | 3  | 2  |
| 3            | Brian Joubert        | Francie        | 219.45      | 2  | 4  |
| 4            | Sergei Voronov       | Rusko          | 210.13      | 6  | 3  |
| 5            | Kevin van der Perren | Belgie         | 199.57      | 4  | 5  |
| 6            | Adrian Schultheiss   | Švédsko        | 184.94      | 8  | 6  |
| 7            | Kristoffer Berntsson | Švédsko        | 182.45      | 5  | 10 |
| 8            | Andrei Lutai         | Rusko          | 180.46      | 11 | 10 |
| 9            | Sergei Davydov       | Bělorusko      | 179.90      | 12 | 7  |
| 10           | Alban Préaubert      | Francie        | 178.63      | 19 | 8  |
| 11           | Gregor Urbas         | Slovinsko      | 176.57      | 7  | 13 |
| 12           | Yannick Ponsero      | Francie        | 172.43      | 11 | 12 |
| 13           | Peter Liebers        | Německo        | 165.14      | 21 | 11 |
| 14           | Clemens Brummer      | Německo        | 163.81      | 17 | 14 |
| 15           | Karel Zelenka        | Itálie         | 161.47      | 13 | 16 |
| 16           | Michal Březina       | Česko          | 160.37      | 14 | 15 |
| 17           | Javier Fernández     | Španělsko      | 154.10      | 16 | 17 |
| 18           | Alexandr Kazakov     | Bělorusko      | 151.98      | 18 | 18 |
| 19           | Paolo Bacchini       | Itálie         | 151.39      | 20 | 19 |
| 20           | Vitali Sazonets      | Ukrajina       | 150.78      | 22 | 20 |
| 21           | Konstantin Tupikov   | Polsko         | 149.80      | 15 | 21 |
| 22           | Moris Pfeifhofer     | Švýcarsko      | 144.32      | 23 | 22 |
| 23           | Manuel Koll          | Rakousko       | 132.02      | 19 | 23 |
| 24           | Josip Gluhak         | Chorvatsko     | 118.37      | 28 | 24 |
| 25           | Ruben Blommaert      | Belgie         | 111.34      | 24 | 25 |
| Nepostoupili |                      |                |             |    |    |
| 26           | Elliot Hilton        | Velká Británie | 46.26       | 25 |    |
| 27           | Danil Privalov       | Ázerbájdžán    | 45.93       | 26 |    |
| 28           | Mikko Minkkinen      | Finsko         | 44.66       | 27 |    |
| 29           | Alper Uçar           | Turecko        | 41.10       | 29 |    |
| 30           | Maxim Shipov         | Izrael         | 40.98       | 30 |    |
| 31           | Naiden Borichev      | Bulharsko      | 40.02       | 31 |    |
| 32           | Luka Čadež           | Slovinsko      | 38.36       | 32 |    |
| 33           | Igor Macypura        | Slovensko      | 38.30       | 33 |    |
| 34           | Tigran Vardanjan     | Maďarsko       | 35.04       | 34 |    |
| 35           | Zoltán Kelemen       | Rumunsko       | 34.82       | 35 |    |

### Taneční páry
| *            | Sportovec                               | Stát           | Celkové body | CD | OD | FD |
| ------------ | --------------------------------------- | -------------- | ------------ | -- | -- | -- |
| 1            | Oksana Domnina / Maxim Shabalin         | Rusko          | 207.14       | 2  | 2  | 1  |
| 2            | Isabelle Delobel / Olivier Schoenfelder | Francie        | 205.92       | 1  | 1  | 2  |
| 3            | Jana Khokhlova / Sergei Novitski        | Rusko          | 197.06       | 3  | 3  | 3  |
| 4            | Federica Faiella / Massimo Scali        | Itálie         | 190.95       | 4  | 4  | 4  |
| 5            | Nathalie Pechalat / Fabian Bourzat      | Francie        | 185.26       | 5  | 6  | 5  |
| 6            | Sinead Kerr / John Kerr                 | Velká Británie | 182.06       | 6  | 5  | 6  |
| 7            | Anna Cappellini / Luca Lanotte          | Itálie         | 172.64       | 10 | 7  | 7  |
| 8            | Alexandra Zaretski / Roman Zaretski     | Izrael         | 171.70       | 7  | 9  | 9  |
| 9            | Pernelle Carron / Mathieu Jost          | Francie        | 170.62       | 11 | 8  | 8  |
| 10           | Kristin Fraser / Igor Lukanin           | Ázerbájdžán    | 168.87       | 8  | 10 | 10 |
| 11           | Anna Zadorozhniuk / Sergei Verbillo     | Ukrajina       | 165.11       | 9  | 11 | 12 |
| 12           | Katherine Copely / Deividas Stagniūnas  | Litva          | 158.98       | 14 | 11 | 12 |
| 13           | Ekaterina Rubleva / Ivan Shefer         | Rusko          | 156.59       | 12 | 13 | 13 |
| 14           | Alla Beknazarova / Vladimir Zuev        | Ukrajina       | 154.02       | 13 | 14 | 15 |
| 15           | Christina Beier / William Beier         | Německo        | 150.57       | 16 | 15 | 14 |
| 16           | Barbora Silna / Dmitri Matsjuk          | Rakousko       | 142.58       | 15 | 17 | 16 |
| 17           | Kamila Hajkova / David Vincour          | Česko          | 141.32       | 18 | 16 | 17 |
| 18           | Phillipa Towler-Green / Phillip Poole   | Velká Británie | 135.63       | 19 | 18 | 18 |
| 19           | Joanna Budner / Jan Mościcki            | Polsko         | 132.05       | 20 | 19 | 19 |
| 20           | Leonie Krail / Oscar Peter              | Švýcarsko      | 127.61       | 21 | 21 | 20 |
| 21           | Krisztina Barta / Ádám Tóth             | Maďarsko       | 126.23       | 22 | 20 | 21 |
| 22           | Ksenia Shmirina / Egor Maistrov         | Bělorusko      | 116.63       | 23 | 22 | 22 |
| 23           | Kristina Kiudmaa / Aleksei Trohlev      | Estonsko       | 99.06        | 25 | 24 | 23 |
| WD           | Ina Demireva / Juri Kurakin             | Bulharsko      |              | 7  | 7  |    |
| Nepostoupili |                                         |                |              |    |    |    |
| 25           | Nadine Ahmed / Bruce Porter             | Ázerbájdžán    | FNR          | 26 | 25 |    |
| WD           | Anastasia Grebenkina / Vazgen Azrojan   | Arménie        |              | 17 |    |    |

### Ženy
| *            | Sportovec                | Stát           | Body celkem | SP | FS |
| ------------ | ------------------------ | -------------- | ----------- | -- | -- |
| 1            | Carolina Kostnerová      | Itálie         | 171.28      | 1  | 2  |
| 2            | Sarah Meierová           | Švýcarsko      | 169.44      | 4  | 1  |
| 3            | Laura Lepisto            | Finsko         | 165.65      | 3  | 3  |
| 4            | Júlia Sebestyén          | Maďarsko       | 162.89      | 5  | 4  |
| 5            | Kiira Korpiová           | Finsko         | 162.22      | 2  | 5  |
| 6            | Valentina Marchei        | Itálie         | 153.34      | 6  | 6  |
| 7            | Elene Gedevanishvili     | Gruzie         | 147.09      | 8  | 8  |
| 8            | Jenna McCorkell          | Velká Británie | 145.57      | 7  | 10 |
| 9            | Ksenia Doronina          | Rusko          | 144.20      | 10 | 9  |
| 10           | Jenni Vahamaa            | Finsko         | 142.40      | 12 | 7  |
| 11           | Tuğba Karademir          | Turecko        | 138.73      | 11 | 11 |
| 12           | Annette Dytrt            | Německo        | 132.95      | 9  | 13 |
| 13           | Stefania Berton          | Itálie         | 130.59      | 13 | 12 |
| 14           | Karen Venhuizen          | Nizozemsko     | 126.30      | 15 | 14 |
| 15           | Nella Simaova            | Česko          | 124.39      | 14 | 17 |
| 16           | Tamar Katz               | Izrael         | 123.41      | 17 | 16 |
| 17           | Nina Petushkova          | Rusko          | 122.97      | 19 | 15 |
| 18           | Viktoria Helgesson       | Švédsko        | 121.42      | 16 | 19 |
| 19           | Anna Jurkiewicz          | Polsko         | 120.76      | 20 | 18 |
| 20           | Sonia Lafuente           | Španělsko      | 119.66      | 18 | 21 |
| 21           | Katherine Hadford        | Maďarsko       | 115.99      | 22 | 20 |
| 22           | Roxana Luca              | Rumunsko       | 104.72      | 23 | 22 |
| 23           | Viviane Kaeser           | Švýcarsko      | 103.83      | 24 | 23 |
| 24           | Olga Ikonnikova          | Estonsko       | 101.20      | 21 | 24 |
| 25           | Maria Dikanovic          | Chorvatsko     | 76.24       | 40 | 25 |
| Nepostoupili |                          |                |             |    |    |
| 26           | Gwendoline Didier        | Francie        | 37.91       | 25 |    |
| 27           | Julia Sheremet           | Bělorusko      | 37.89       | 26 |    |
| 28           | Bettina Heim             | Švýcarsko      | 36.73       | 27 |    |
| 29           | Ekaterina Proyda         | Ukrajina       | 35.85       | 28 |    |
| 30           | Jacqueline Belenyesiová  | Slovensko      | 34.08       | 29 |    |
| 31           | Erle Harstad             | Norsko         | 33.51       | 30 |    |
| 32           | Barbara Klerk            | Belgie         | 32.99       | 31 |    |
| 33           | Denise Koegl             | Rakousko       | 32.28       | 32 |    |
| 34           | Sonia Radeva             | Bulharsko      | 31.66       | 33 |    |
| 35           | Stasia Rage              | Lotyšsko       | 30.94       | 34 |    |
| 36           | Teodora Poštič           | Slovinsko      | 30.34       | 35 |    |
| 37           | Ksenia Jastsenjski       | Srbsko         | 30.30       | 36 |    |
| 38           | Merovee Ephrem           | Monako         | 28.34       | 37 |    |
| 39           | Maria-Elena Papasotiriou | Řecko          | 25.92       | 38 |    |
| 40           | Beatričė Rožinskaitė     | Litva          | 24.07       | 39 |    |